# Ngakawau (fleuve)
Le fleuve Ngakawau  (en anglais : Ngakawau River ) est un cours d’eau de la région de la West Coast de l’Île du Sud de la Nouvelle-Zélande.

## Géographie
Il s’écoule  vers le nord-ouest , atteignant la mer de Tasman au niveau de la ville de Hector .
La ligne de chemin de fer de “Charming Creek” court le long du fleuve dans la partie inférieure des gorges de  Ngakawau, transportant le  charbon de la mine jusque dans la région du bassin de la rivière Ngakawau . Le trajet du tram de campagne inutilisé forme maintenant une section de la Charming Creek Walkway. 3 km à l’intérieur de la gorge, le torrent « Mangatini Stream » rejoint la rivière Ngakawau sur les 25 m de hauteur de la chute de « Mangatini Falls ».
Une partie du cours supérieur des gorges du fleuve Ngakawau est le seul habitat connu des  rares Celmisia morganii.
Le fleuve Ngakawau est pollué  par les drainages miniers acides et les particules fines de charbon provenant de la mine de Stockston (en). 
Le groupe du « Ngakawau Riverwatch environmental » a été formé en 2001 pour s’intéresser à la pollution de l’eau de la rivière. Le  projet dit du projet du traitement des eaux du plateau de Stockton (en) devrait réduire le niveau de la pollution  .